# Punákha
Punákha (dzongkha སྤུ་ན་ཁ་) je bývalé hlavní město Bhútánu. Leží na soutoku řek Pho Chu a Mo Chu, asi 70 km severovýchodně od hlavního města Thimbú.
Ve městě se nachází opevněný klášter Punákha Dzong, zvaný také Palác nejvyššího štěstí. Punákha byla do roku 1964 hlavním městem země. Byla zde podepsána v roce 1910 Smlouva z Punákhy o britské ochraně nad Bhútánem, v roce 1952 se zde poprvé sešel parlament. Dosud je zimním sídlem nejvyššího opata. Punákha má mírnější klima než Thimbú, její okolí je důležitou zemědělskou oblastí (pěstování rýže). Punákha byla dlouho druhým největším městem Bhútánu, měla až 30 000 obyvatel. V poslední době se ale vylidňuje a mění v turistický skanzen, většina obyvatel se odstěhovala do 4 km vzdáleného nově vybudovaného města Khuruthang.